# جام حذفی فوتبال بلاروس
جام حذفی فوتبال بلاروس (به بلاروسی: Кубак Беларусі) مسابقاتی است که به صورت حذفی در کشور بلاروس از سال ۱۹۹۲ تاکنون برگزار می‌شود. این جام از ۴۸ تیم که از سراسر کشور بلاروس در آن شرکت می‌کنند برگزار می‌شود.
باشگاه فوتبال دینامو مینسک و باشگاه فوتبال بلشیتا بابرویسک با ۳ قهرمانی پرافتخارترین تیم این سری مسابقات به حساب می‌آید.

## پرافتخارترین باشگاه‌ها
| باشگاه          | قهرمانی |
| دینامو مینسک    | ۳       |
| بلشیتا بابرویسک | ۳       |
| باته بوریسف     | ۲       |
| اسلاویا مازیر   | ۲       |
| اف‌سی گومل       | ۲       |
| پارتیزان مینسک  | ۲       |